# Aeolus (Schiff, 1872)
Die Aeolus war eine deutsche Bark, die von 1872 bis 1893 in der weltweiten Trampschifffahrt eingesetzt wurde. Sie ging am 23. September 1899 in einem Sturm an der Westküste Jütlands verloren. Von ihren Reisen sind elf so genannte meteorologische Journale erhalten, die sich heute im Archiv des Deutschen Seewetteramts befinden. Benannt war sie nach dem griechischen Windgott Aiolos.

## Technische Daten
- Bielbrief: 18. März 1872
- Größe: 187,8 Commerzlasten
- Baukosten: 13.778 Taler

## Bauart und Eigentumsverhältnisse
Die Aeolus zeichnete sich durch ein extrem langes Quarterdeck aus, das beinahe bis zum Großmast reichte. Hier befand sich auch die Kajüte, die den Besanmast umschloss. Am Heck befand sich ein kleiner Aufbau für das Ruder einschließlich des Aborts. Das Deckshaus mit Logis und Kombüse war um den Fockmast herum gebaut.
Neben dem Auftraggeber existierten 12 weitere Anteilseigner, darunter auch der Kapitän Jacob Diedrich Schuhmacher, der Besitzer der Bauwerft, Hinrich Eylers,  sowie drei Witwen aus Elsfleth und Brake.

## Reisen
Über die ersten Reisen der Aeolus fehlen detaillierte Aufzeichnungen. Die Jungfernreise führte mit einer Stückgutladung von Bremen über Montevideo nach Buenos Aires und Chile. Kapitän war der Partenreeder Jacob Diedrich Schuhmacher aus Oberhammelwarden. Er führte das Schiff bis 1877. Sein Nachfolger war Hermann Carl Friedrich Reiners aus Oldenburg, nach Karting ein „ungewöhnlich aufmerksamer Beobachter“:

„Seine Tagebücher sind prall gefüllt mit Aufzeichnungen von Merkwürdigkeiten in des Wortes wahrstem Sinne, seien es nun Himmelserscheinungen, wie Kometen, Sternschnuppen oder Kugelblitze, oder Verfärbungen des Wassers oder Ansammlungen von Tang und Treibholz oder aber Beobachtungen an schwimmenden oder fliegenden Tieren: Nichts entging seinem aufmerksamen Auge. Auch hielt er nicht mit den Erfahrungen zurück, die er als Kapitän in den Häfen mit Behörden, Lotsen, Arbeitern, Schiffshändlern usw. machte. Viele seiner Berichte wurden in den „Annalen der Hydrographie“ veröffentlicht und kamen so seinen übrigen Kapitänskollegen zugute.“

Beispiele für die Reisedauer des Schiffs aufgrund der Aufzeichnungen von Reiners:
- 1878: Vlissingen nach San José de Guatemala: 118 Tage,
- 1879: Corinto/Nicaragua an Falmouth/England: 128 Tage,

Newcastle upon Tyne/England an Montevideo: 61 Tage,
- 1880: Montevideo an Coronel/Chile: 42 Tage. Von dort nach Talcahuano: 2 Tage. Von dort nach Buenos Aires: 36 Tage. Von Montevideo an Queenstown/Irland: 64 Tage,
- 1881: Hamburg – Valparaíso: 109 Tage,

Talcahuano – Kapstadt: 48 Tage. Von dort nach Batavia: 45 Tage. Von dort nach Surabaya: 3 Tage.
Am 24. Mai 1881 wurde die Aeolus in der Nähe von Kap Hoorn auf Position 57°34´S/69°40´W beinahe von einem Meteor getroffen, wie Reiners berichtete:

„Um 8 Uhr hatten wir ein dickes Schneeschauer. Ich stand in der Cajüte, mit einem Male bemerkte ich an Deck einen hellen Schein, gleichzeitig war ich wie electrisirt an allen Gliedern. Ich sprang sofort an Deck, und hatte Glück, noch zu sehen, wie eine glühende Kugel von ca. ½ Meter Durchmesser an Backbordseite 8 fuß vom Schiff zwischen Groß- und Besahns-Mast ins Wasser fiel, worauf ein furchtbarer Knall erfolgte. Der Untersteuermann & der Mann am Ruder jammerten schrecklich über ihre Augen, beide waren für einige Minuten geblendet. Alsdann kamen zwei Matrosen nach hinten gestürzt und sagten, Capt., was war das, wir sind eben beide an Deck geschlagen worden. Die zitterten am ganzen Körper, daß ich die Zähne klappern hörte, höchstwahrscheinlich eine Wirkung vom Meteor. Unmittelbar nach dem furchtbaren Knall erfolgte ein dumpfer Donnerschlag.“

Ab 1885 wurde die Aeolus praktisch ausschließlich an der amerikanischen Westküste eingesetzt; ihre Reisen führten bis nach Apia/Samoa und Levuka/Fidschiinseln. Am 4. März 1891 geriet sie auf einer Reise mit einer Ladung Kopra von Neu-Irland nach Hamburg vor Australien in einen Orkan, in dem u. a. das Ruder stark beschädigt wurde. Sie musste daher Brisbane als Nothafen anlaufen, wo sei am 18. März ein.
Im Februar 1889 übergab Kapitän Reiners in Marseille das Kommando an Kapitän W. Frerichs aus Hammelwarden. Die Bark wurde weiter in Mittel- und Südamerika eingesetzt und besuchte 1892 u. a. Amapala/Honduras und Corinto/Nicaragua. Frerichs führte die meteorologischen Berichte von Reiners fort.

## Einsatz in der Nord- und Ostsee
Am 26. August 1895 wurde die Aeolus als letztes Holzschiff der Gebrüder Hustede an die Alsen’sche Portland Cement-Fabriken in Hamburg verkauft. Von Itzehoe aus führte sie Reisen nach Norwegen, Schweden, Finnland und England durch, meist um Stangenholz für Zementfässer zu transportieren. In England wurde Kohle für die Holzhäfen übernommen.
Im September 1899 übernahm die Aeolus unter Kapitän Krenzin in Christiania Stabholz für Itzehoe und geriet am 23. vor der Westküste Jütlands in einen schweren Sturm. Das Schiff wurde leck und näherte sich der Jammerbucht. Krenzin entschloss sich, die Bark auf den Strand zu setzen, wo sie quer schlug. Dabei ging der Leichtmatrose Stein über Bord und ertrank. Die Mannschaft schwamm an Land, da die Aeolus jeden Moment auseinanderzubrechen drohte. Dabei wurde Krenzin von dem herabstürzenden Fockmast getroffen und starb auf der Stelle. Die übrigen acht Besatzungsmitglieder wurden durch dänische Rettungskräfte an Land gebracht und in Söndervig untergebracht. Das Wrack der Aeolus wurde bereits in den nächsten Tagen vollständig von den Wellen zerschlagen.

## Abbildungen und Modelle
Ein Kapitänsbild (Ölgemälde) von 1872 der Aeolus sowie ein Modell der Bark befinden sich im Schiffahrtsmuseum der oldenburgischen Unterweser. Das Modell weicht erheblich von der tatsächlichen Bauart des Schiffs ab, die durch ein inzwischen verschollenes Halbmodell und das Gemälde bekannt ist. Das Gemälde und ein Schiffsriss sind reproduziert bei Pawlik.